# Петар дубровачки лекар
Петар, лекар из Дубровника, први пут се помиње у изворима почетком XV века, када га је Дубровачка влада ангажовала као хирурга, пошто се његов отац повукао из службе. Петар је претходно радио у Венецији.

## Биографија
Отац Петра, дубровачког лекара, Албертино де Камурато (Albertino de Camurato), хирург из Падове, помиње се од 1385, па до краја XIV века. 

Мало веће Дубровачке републике је 18. маја 1403. године писало Марину Цријевићу да разговара са сином магистра Албертина из Падове и ангажује га као хирурга на две године, са платом од 260 дуката годишње и 30 перпера на име стамбених трошкова.

Као хирург у Дубровнику, следећи пут се помиње 1414. године где ради уз друге хирурге: Ивана из Анконе и Ивана из Павије. Те године, тачније 3. новембра, Велико веће му је дозволило да за потребе лечења увезе два кварта, односно око пет ведара малвасије.
Највероватније је општина била задовољна његовим радом јер га је 9. септембра 1416. Велико веће потврдило за хирурга у Дубровнику с платом од 400 дуката годишње и 30 перпера за стан.
О великом угледу који је Петар стекао у Дубровнику сведочи и чињеница што се 30. априла 1418. године приликом одређивања Мартола Заманића и Ловра Соркочевића за заступнике општине у вези с нагодбом с краљем Зигмундом око уступања Дубровнику острва Хвара, Брача и Корчуле, међу личностима које присуствују овоме чину на првом месту помиње Петар као „egregius et famosus arcium et medicine doctor”.

После овога, хирурга Петра у јавном животу града више не срећемо, јер је оболео, а већ 5. јуна исте године општински нотар Бенедикт је саставио његов тестамент у присиству судије Клемента Будачића и сведока Вите Гучетића, презвитера Николе Антонијевог са Корчуле, магистра Јакова Саљерија из Падове, Стефана Вучиње, Никше Држића и Ивана Салимбено.
Петар је најпре одредио да га сахране у цркви Мале браће у Дубровнику, а затим је завештао своју имовину.

### Завештање
За легитимног управника Петрових добара одређен је његов најстарији син Ђанино. Ђанино је 3. септембра 1418. од дубровачког властелина Матије Градића, епитропа Петровог тестамента, примио у своје име, у име своје браће и сестара и свог деде Албертина, оно што је од Петрове имовине остало у Дубровнику. У јавној исправи која је потом састављена помињу се два кревета с постељином, завесе, столњаци, пешкири, маказе, разно посуђе за потребе хирургије и посуђе за кухињу. Уз то се набраја и разно одело за мушкарце и за жене, затим три позлаћена прстена, од тога један са рубином и неколико појасева. У новцу је било 1077 перпера. Од продаје ствари добијено је 228 перпера и 3 гроша, а остало је не наплаћено дуга још 145 перпера. Уз то је било и 2861 либра воска, што указује на то да се Петар бавио и трговином.

### Библиотека
Такође се међу Петровом имовином у том попису помиње и већи број књига. Ту се најпре помиње књига где су биле пописане ствари које су припадале Петру, затим следе књиге филозофске садржине и то Закључци (Conclusiones) Ивана Бредана, затим спис Егидија „super libro de generacionis” на пергаменту, а онда „Questiones” поменутог Ивана Бредана „super libris phisicorum et de alia” писана на папиру и повезана у виду књиге. 
 Међу књигама се помиње и Аристотелова Етика (Testus Ethicorum Aristotelis), коментари Петра Д'абано “super problemata Aristotelis”, затим пет књига Авицене, арапског лекара с краја X и почетка XI века, а уз њих „Exposicio” Гентилиса „super primam partem trecii a Vicine“. Од медицинских књига се још помињу “Practica” (клиничко лечење) Бренара Серафиона, затим Серафионова књига о прости лековима, Хипократова књига о човековој природи и лековима и књиге о епидемијама. Ту су такође биле и “Anatomia Mondini”, књига грчког лекара Галена (II-III век наше ере), Трактат Томе де Гарбо о лечењу соковима, а уз њих и нека питања Гентилиса, затим „Summa“ од истог Томе, “Practica” Ричарда Соло, Прогностика од Хипократа (приписује му се али није његова) и још многе медицинске књиге већином писане на пергаменту обично без повеза.
Поред поменутих медицинских и филозофских књига у Петровој библиотеци било је и других као што су „liber ystoriis annalium!“ затим „multi libri et diversi in gramaticalibus“ на пергаменту и папиру, Аристотелова „Politica“ у три књиге, књига „Проповеди“ и на крају “Expositiones” већ поменутог Дина из Фиренце.
Судећи по књигама које су се налазиле у Петровој библиотеци, његово интересовање је било врло широко. Разумљиво је што је највише књига било из области медицине. Петар је познавао и поседовао дела античких раносредњовековних медицинских писаца, али исто тако и својих савременика у Италији. Овако богата збирка текстова из медицине сведочи нам о власниковом добром познавању дотадашњих медицинских достигнућа. Очигледно је да се Петар није задовољавао бављењем свакидашњом лекарском праксом, већ је настојао да што више дозна како из области медицине тако и из других наука. О томе сведоче његове књиге из граматике, филозофије, историје и друге. Нема сумње да је Петар спадао у ред високо образованих људи свога времена. Образовање је стекао у Падови и Венецији, где је провео највећи део свог живота и где је без сумње набавио ове бројне и значајне књиге, од којих се изгледа никад није одвајао, јер их је долазећи у Дубровник понео са собом. И док је службовао у Дубровнику, Петар је као и његов отац често одлазио у Италију, нарочито у Венецију, где се изгледа бавио трговином. Сигурно је да му је бављење том врстом посла омогућило куповину импозатног броја књига.
Из онога што је о Петру сачувано у Дубровачком архиву види се да је уживао значајан углед и поверење дубровачке владе које је свакако стекао истичући се на свом послу као способан лекар. Да је за њега у свему била основна садржина, а не форма, види се и по томе што је настојао да дође до што већег броја књига не обраћајући пажњу на њихов спољни изглед. Заправо већина његових књига била је неповезана и технички доста лоше опремљена. Да су му књиге биле основна преокупација и да је највећи део имовине уложио у њих, види се и по томе што се сва његова имовина у Дубровнику, како смо већ истакли, састојала од око 1500 перпера и извесне количине воска.
Боравак једне тако широко образоване личности у Дубровнику почетком XV века није без значаја и утицаја на тадашњу дубровачку културну јавност, тим пре што је располагао, колико нам је до сад познато, у то време најбогатијом библиотеком у граду.